# Fehlfarbe (Hundezucht)

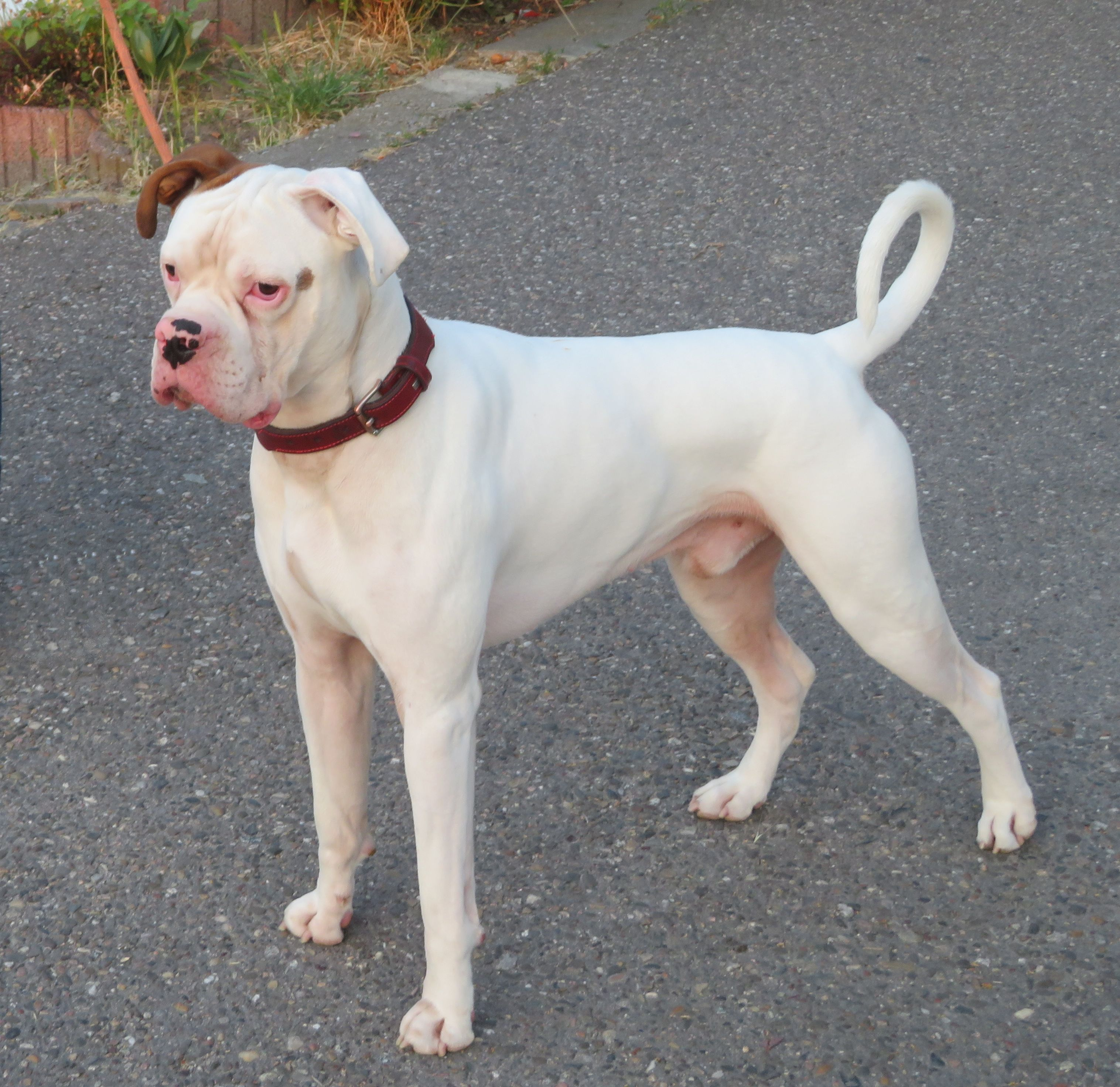
Boxer mit fast komplett weißem Fell und braunen Augen bei fehlender Pigmentierung der Lidränder. Weiße Boxer sind nicht zur Zucht zugelassen.

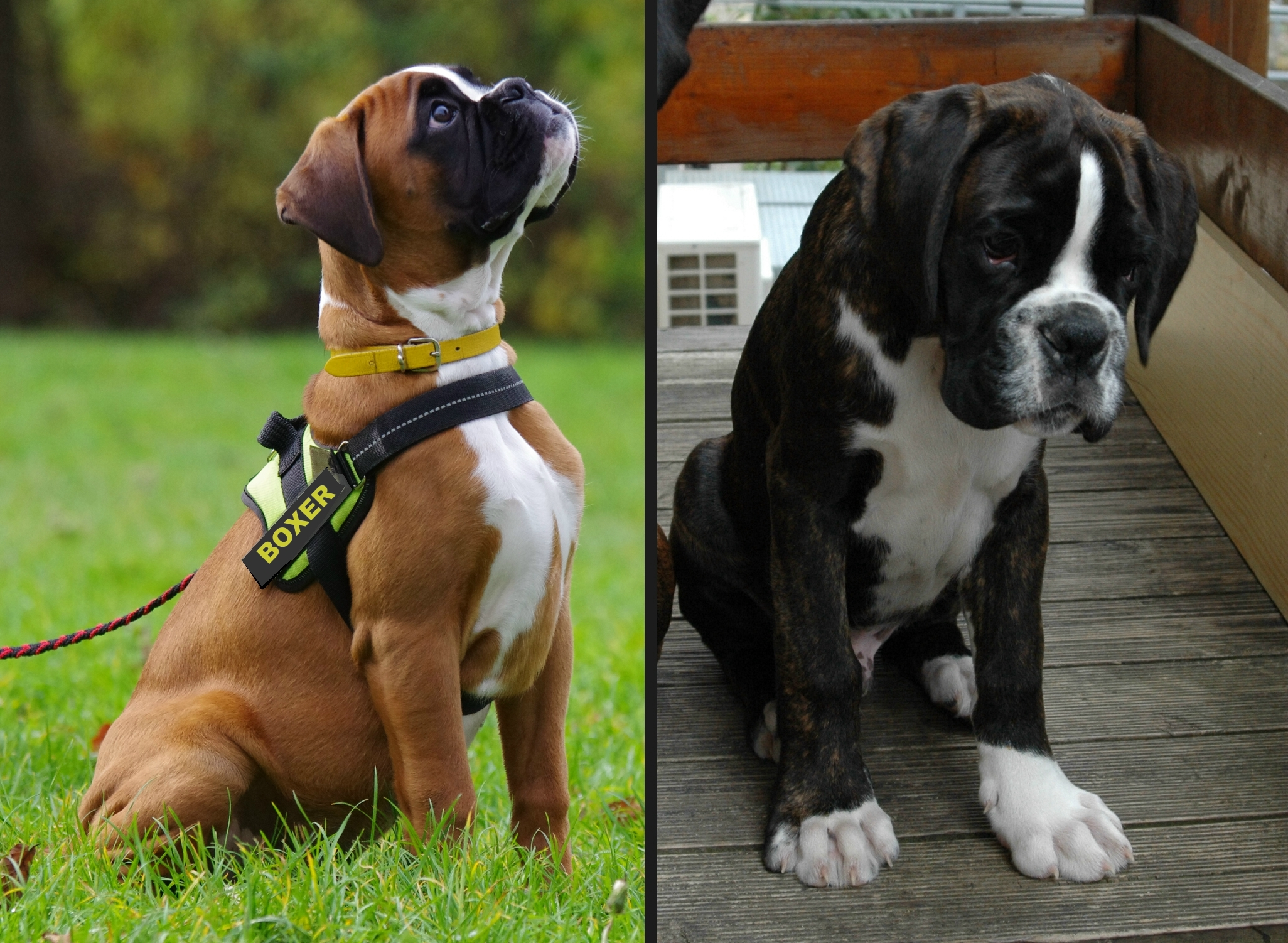
Boxer-Welpen in dem FCI-Rassestandard entsprechender Färbung: links gelb, rechts gestromt – laut Rassestandard darf nicht mehr als ein Drittel des Fells weiß sein.

Als Fehlfarbe bzw. Farbfehler werden in der Rassehundezucht Fellfärbungen von Hunden bezeichnet, die im jeweiligen FCI-Rassestandard nicht vorgesehen sind. Bei einigen Hunderassen erlaubt der Rassestandard die gesamte Vielfalt an gesundheitlich unbedenklichen Fellfärbungen, die bei Hunden genetisch bedingt vorkommen, bei anderen sind mehrere im Standard genau definierte Fellfarben zulässig, und bei manchen Rassen ist eine bestimmte Fellfärbung in eng umgrenzten Varianten vorgeschrieben. Auch die rassetypischen Augenfarben sowie die gewünschte Färbung der Lidränder und des Nasenschwamms sind dem jeweiligen Rassestandard zu entnehmen.
Kleinflächige unerwünschte Färbungen nennt man Farbfehler. Großflächige oder den ganzen Körper betreffende unerwünschte Färbungen nennt man Fehlfarben. Bei fehlfarbigen Welpen entsprechen meist beide Elterntiere dem FCI-Rassestandard. Ein Hund mit einer Fehlfarbe ist nach der kynologischen Definition innerhalb der Rassehundezucht keine Varietät, denn bei dieser muss ein zusätzliches erlaubtes Merkmal im Rassestandard beschrieben sein. Der Begriff Fehlfarbe ist kein tiermedizinischer Begriff. Es gibt sowohl Hunde mit Fehlfarben, die gesund sind, als auch solche, bei denen bestimmte Farbgene durch Polyphänie zu Fehlbildungen oder Erkrankungen führen. Bei Hunden kann hinsichtlich der Fellfarbe ein und derselbe Phänotyp durch unterschiedliche Gene bzw. Varianten eines Allels entstehen, so dass sich bei manchen Tieren die gesundheitliche Relevanz nur durch eine DNA-Analyse feststellen lässt. Die Begriffe Fehlfarbe und Farbfehler finden auch in der Rassezucht anderer Tierarten Verwendung, beispielsweise bei Pferden.

## Genetischer Hintergrund
Die genetische Forschung hat große Fortschritte gemacht, beispielsweise wurde das Genom eines weiblichen Boxers im Jahr 2005 erstmals vollständig sequenziert.
Fehlfarben können durch Spontanmutation entstehen. Meist sind sie jedoch Ausdruck der Erbanlagen der Ausgangsrassen, aus denen die heutige Rasse gezüchtet wurde, die trotz der Zuchtauslese noch immer im Genpool der Rasse enthalten sind. Da dominante Merkmale stets am Phänotyp erkennbar sind, können unerwünschte Fellfarben, die auf dominanten Genen beruhen, leicht durch Zuchtauslese eliminiert werden. Sie kommen in korrekter Rassezucht nicht vor. Rezessive Erbanlagen hingegen, die sich bei den heterozygoten Individuen phänotypisch nicht ausprägen, also „unsichtbar“ bleiben, können von Anlageträgern weitervererbt werden, d. h. von äußerlich dem Rassestandard entsprechenden Tieren, die Träger rezessiver im Standard nicht vorgesehener Gene sind. Die Fehlfarbe tritt nur dann phänotypisch in Erscheinung, wenn zwei Anlageträger miteinander verpaart werden, sodass rund 25 % der Welpen homozygot werden (Mendelsche Regeln: Spaltungsregel), d. h. die rezessive Erbinformation beider Elterntiere in sich vereinen. So können im Genpool einer Hunderasse Fehlfarbengene über relativ lange Zeiträume erhalten bleiben, wie beispielsweise das Weiß beim Deutschen Schäferhund. Die phänotypische Ausprägung eines rezessiven Gens kann durch das homozygote Vorliegen eines Allels bedingt sein, das die Bildung bestimmter Pigmente verhindert oder deren Verteilung verändert.

Vererbung einer Fehlfarbe (in diesem Beispiel weiß) mit und ohne Ausprägung im Phänotyp
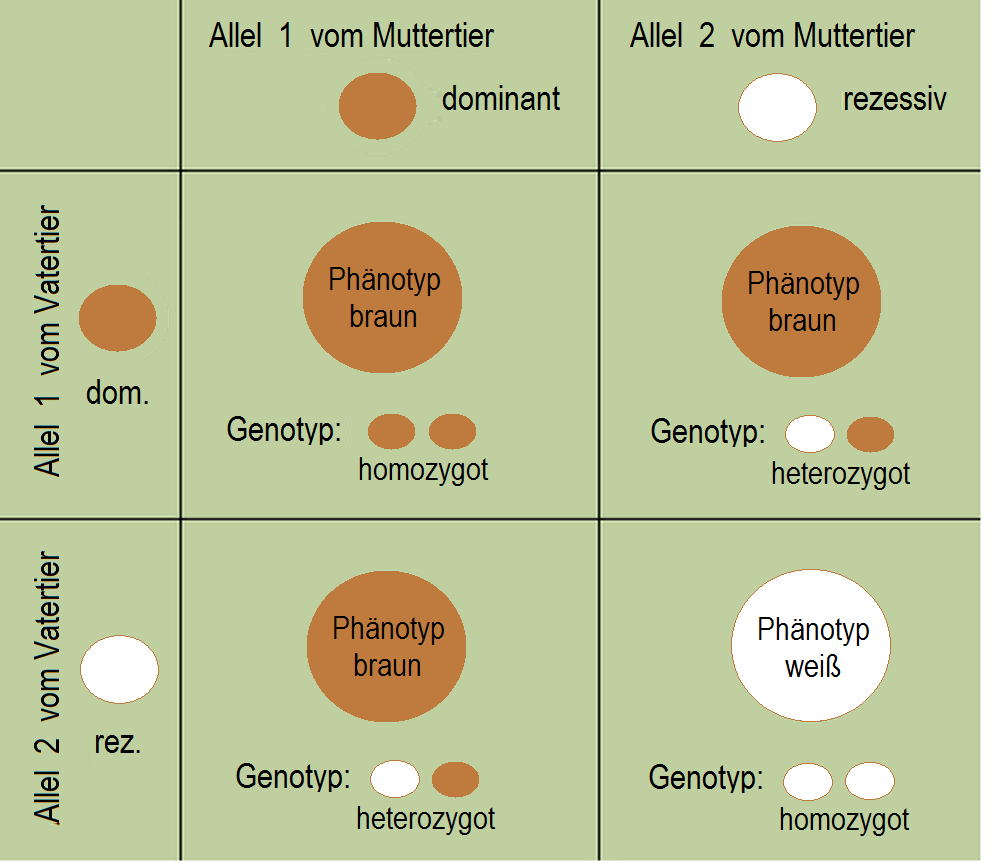
Bild 1: Die rezessive Erbanlage tritt nach der Spaltungsregel in Erscheinung.
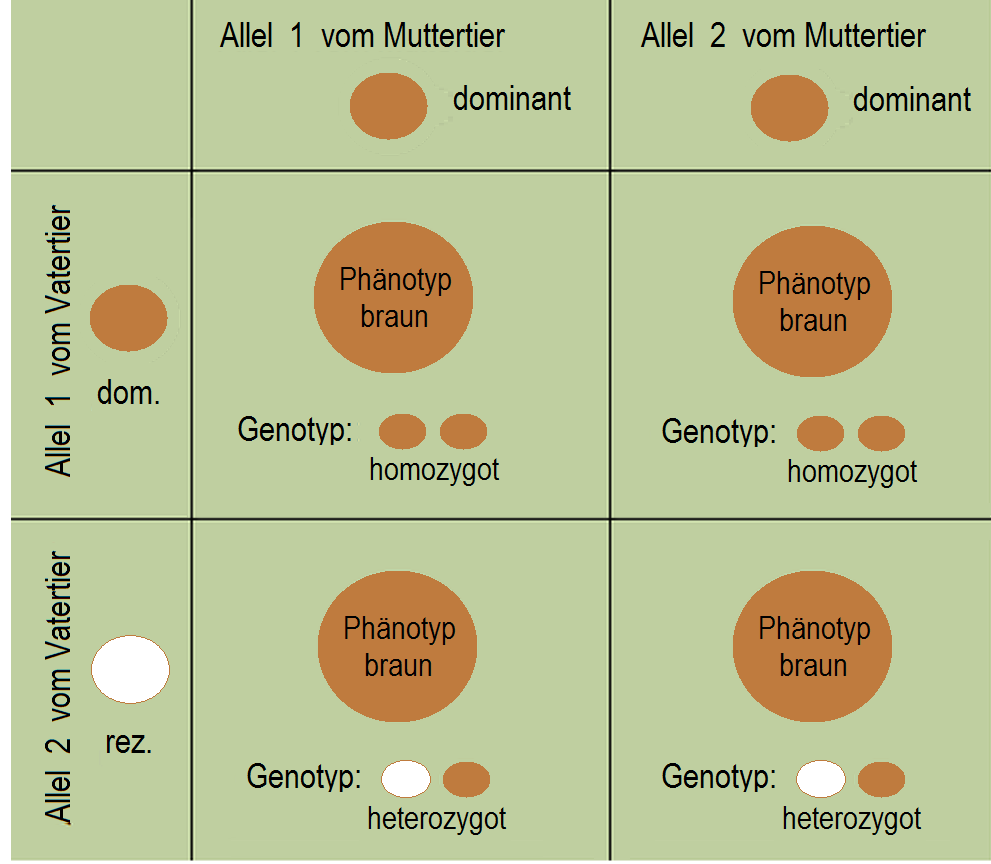
Bild 2: Die Vererbung der rezessiven Erbanlage bleibt verborgen.
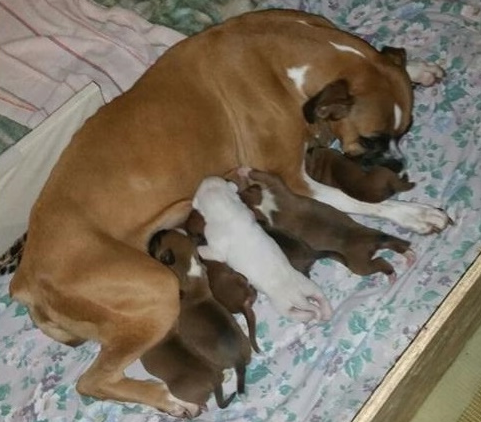
Bild 3: Boxerhündin mit mehreren braunen und einem weißen Welpen

Bild 1 (Erbschema): Bei einer Verpaarung zweier Anlageträger haben durchschnittlich 25 % der Welpen die Fehlfarbe (Spaltungsregel). Zwei von drei Welpen mit der standardgerechten Färbung sind Anlageträger. Durch den Ausschluss der fehlfarbigen Individuen von der Zucht kann eine Weitervererbung des rezessiven Gens nicht vermieden werden, denn von den durchschnittlich 75 % standardgerecht gefärbten Hunden eines Wurfes sind etwa zwei Drittel Anlageträger.
Bild 2 (Erbschema): Ein Elterntier ist reinerbig, das andere heterozygot. Ist nur eines von beiden Elterntieren Anlageträger und das andere hat reinerbig die erwünschte Erbanlage, tritt die rezessive Farbe bei den Welpen nicht in Erscheinung. Alle Nachkommen aus einer solchen Verpaarung zeigen die standardgerechte Färbung, wobei 50 % Anlageträger werden (Konduktoren). Somit bleibt verborgen, dass mit einem Anlageträger gezüchtet und die unerwünschte Erbanlage weitergegeben wurde.
Die Kreuzungsschemata sind dahingehend vereinfacht, dass die Vererbung der Fellfarben als monogener Erbgang dargestellt wird, obgleich diese polygen entstehen.
Bild 3: Beim Boxer zeigen dem Rassestandard entsprechende Hunde, bei denen das Scheckungsgen si heterozygot vorliegt, erlaubte weiße Abzeichen. In den Würfen zweier Elterntiere mit weißen Abzeichen sind durchschnittlich 25 % weiße Welpen, was bei dieser Rasse als Fehlfarbe gilt. Bei ihnen tritt, wie auch bei Extremschecken anderer Hunderassen, vereinzelt angeborene Taubheit auf.

## Biologische Funktionen der Melanozyten
Die Pigmentzellen (Melanozyten), in denen Haut- und Haarpigmente gebildet werden, haben im Wirbeltierorganismus noch andere wichtige Funktionen und zwar bei der Ausbildung bestimmter Gewebe des peripheren Nervensystems und der Sinnesorgane für das Sehen und Hören. Im Verlauf der Embryonalentwicklung wandern die aus Vorläuferzellen in der Neuralleiste gebildeten Melanozyten in verschiedene Gewebe des sich entwickelnden Embryos ein, und zwar sowohl in innen liegende Gewebe des Körpers (Organanlagen) als auch in die Haut und Haarwurzeln. Das ist auch noch bei manchen neugeborenen Welpen zu beobachten, wenn sich die anfangs rosafarbenen Schnauzen, Nasen und Ballen der Pfötchen nach wenigen Tagen dunkel färben.
Bei den verschiedenen Genen, die zu weißem Fell oder zu Weißscheckung führen, gibt es sowohl krankheitsauslösende als auch harmlose Varianten. Wie sie wirken, hängt davon ab, ob sie die Einlagerung von Vorläuferzellen in die Organanlagen, in denen sie benötigt werden, verhindern oder nicht.

## Tierschutzrelevanz

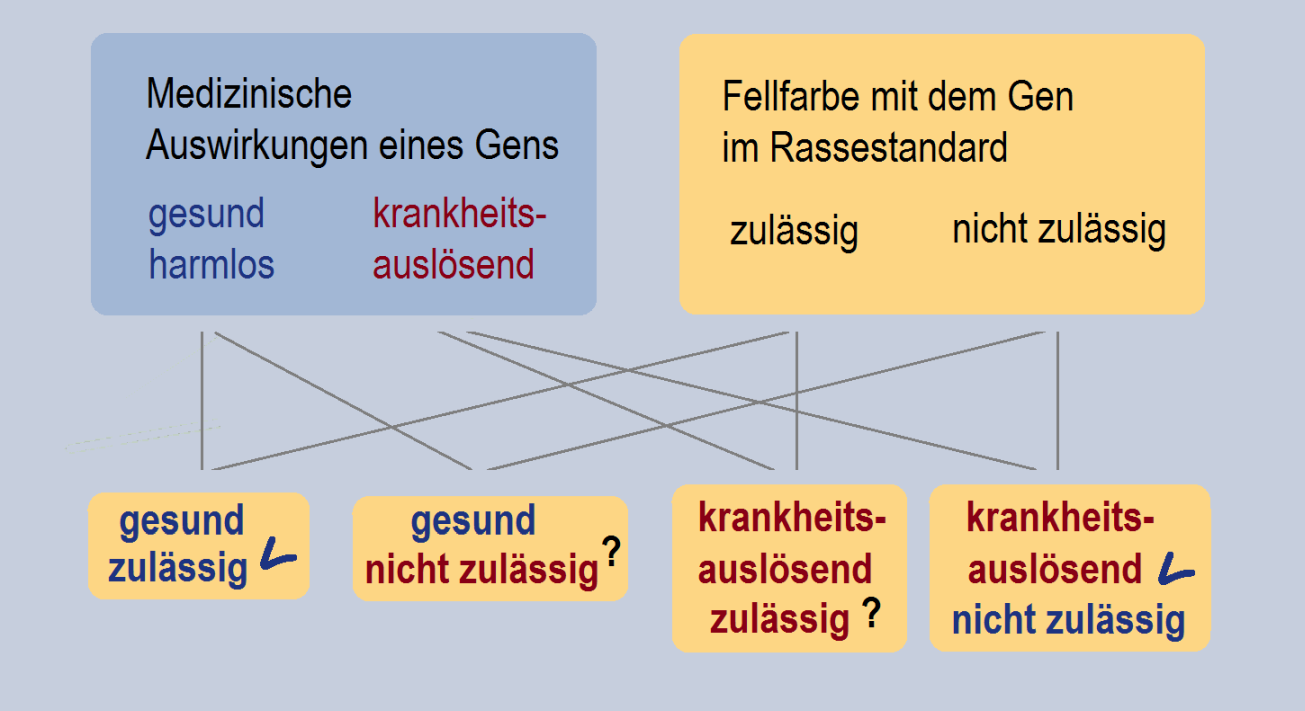

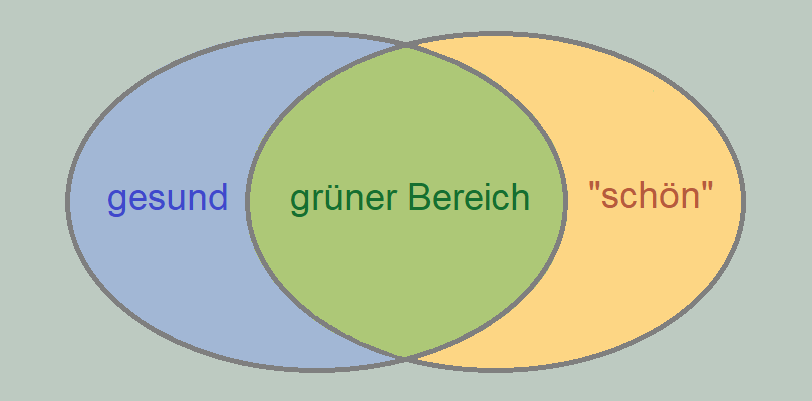
Durch züchterische Kenntnisse ist es möglich, schönheits- und gesundheitsrelevante Selektions-kriterien zur Deckung zu bringen.

Bei Hunden mit Fehlfarben können Zweifel an der Rassereinheit aufkommen, obgleich sie bei Rassehunden meistens durch Aufspaltung bei einer Erbanlage mit dominant-rezessivem Erbgang oder seltener infolge einer Genmutation auftreten.
Hundezüchter standen früher vor der Entscheidung, Welpen mit Fehlfarben zu töten oder sie beim Wurf zu belassen und sie dann ohne Ahnentafel abzugeben. Heute verbietet es das Tierschutzgesetz (§ 17), einen gesunden Welpen zu töten.
Durch Stammbaumanalysen kann man feststellen, in welchen Zuchtlinien Fehlfarbengene vorhanden sind, vorausgesetzt die Züchter haben bei den Wurfmeldungen immer alle Welpen angegeben. So lässt sich die Wahrscheinlichkeit einer Verpaarung von Konduktoren erheblich verringern, aber nicht völlig ausschließen.
Heute kann eine DNA-Analyse Aufschluss über rezessive Erbanlagen geben, bevor ein Tier zur Zucht eingesetzt wird. So kann die Verpaarung zweier Tiere mit unerwünschten Genen im Genotyp vermieden werden. Auch die Frage, ob und welche Varianten leuzistischer Gene und Albinismus-Gene sich im Erbgut eines Hundes befinden, kann dabei geklärt werden.
Neben Fehlfarben, die keinen Einfluss auf die Gesundheit haben, gibt es auch solche, die immer oder zumindest bei bestimmten Rassen durch Polyphänie mit Fehlbildungen oder Erkrankungen einhergehen. In solchen Fällen bestehen ethische Gründe, die Zucht solcher Hunde zu verbieten (siehe auch Qualzucht). Die folgenden Beispiele wurden ausgewählt, um die heutige Situation exemplarisch zu veranschaulichen.

### Gesunde Fehlfarbenhunde

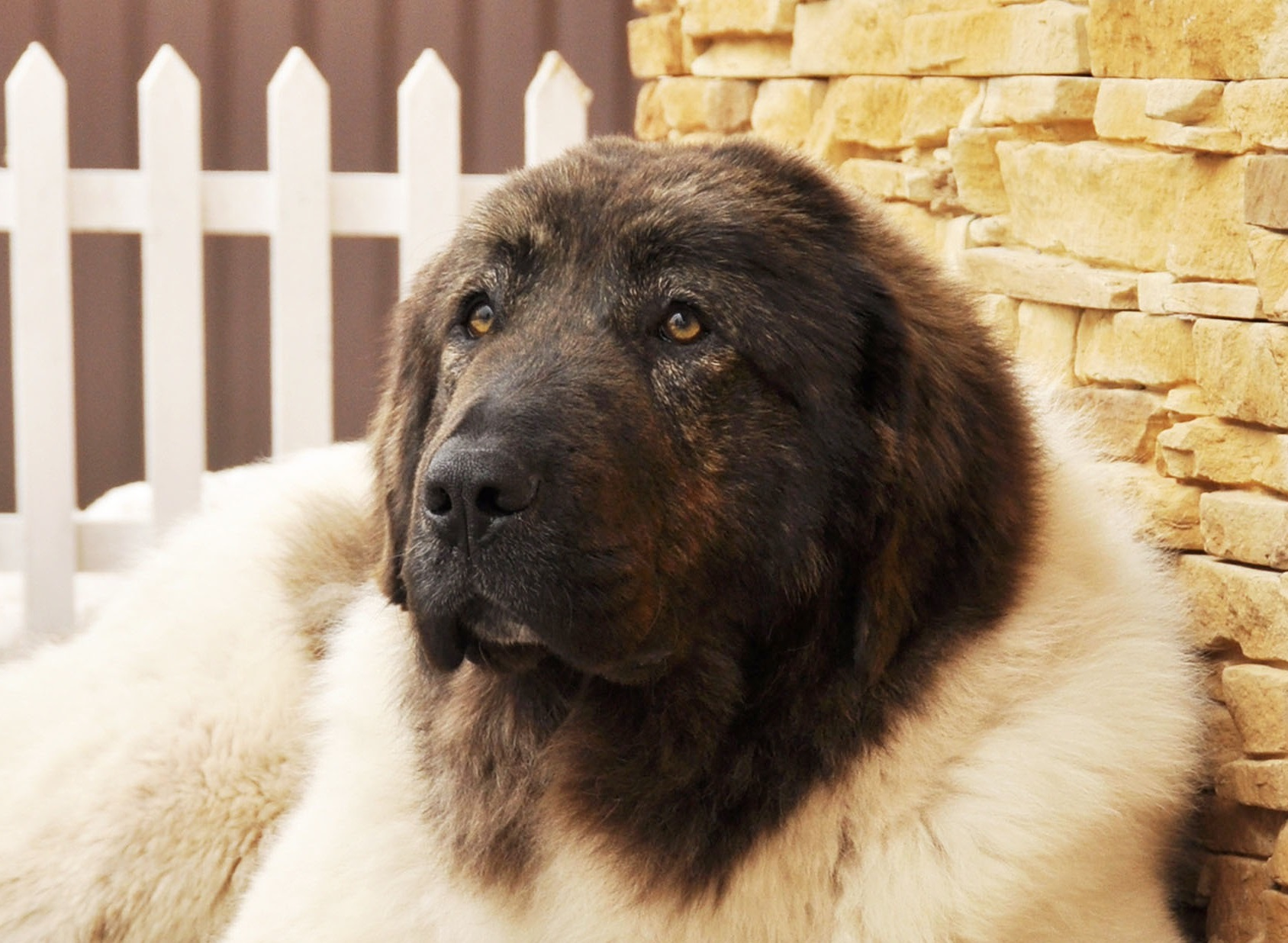
Karakatschan in brindle mit einem Scheckungsgen

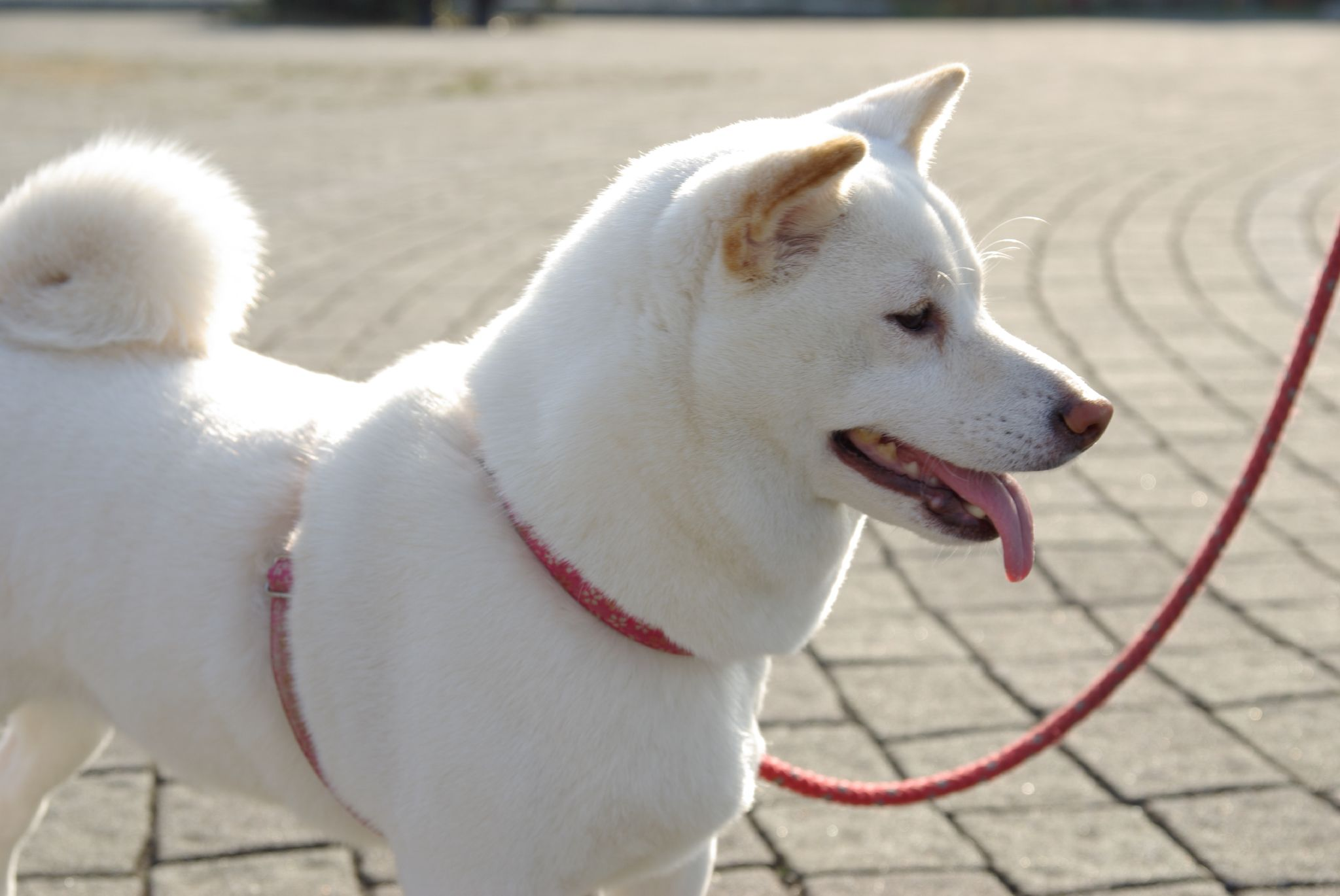
Der AKC betrachtet creme-weiß beim Shiba als Fehlfarbe, der British Kennel Club akzeptiert weiß mit rötlichen Tönungen (Ohren).

Beispielsweise beim Karakatschan gilt Stromung im Rassestandard als Fehlfarbe. Durch das Farbgen bedingte gesundheitliche Beeinträchtigungen sind nicht bekannt. Bei einigen anderen Rassen ist diese Färbung im Standard vorgesehen.
Bei Dackeln ist rotes Fell, das entweder durch das Allel Ay auf dem Agoutilocus oder durch das rezessive Allel e auf dem Extensionlocus entsteht, im Standard zugelassen, wobei Letzteres auch bei Welpen von zwei schwarzroten oder saufarbenen Elterntieren auftreten kann. Bei Rassen, in denen nur schwarzrot zulässig ist, gilt dasselbe Vererbungsphänomen als Grund, einen einfarbigen Welpen in rezessiv rot bzw. dürrlaubfarben als Fehlfarbe einzustufen.
Beim Deutschen Schäferhund wurden vereinzelt auch weiße Welpen geboren, die wegen ihrer Fehlfarbe keine Papiere erhielten. Aus gesunden Nachkommen solcher Fehlfarbenexemplare wurde eine separate Rasse begründet und mit dem Namen Berger Blanc Suisse (Weisser Schweizer Schäferhund) ins Schweizerische Hundestammbuch eingetragen. Bei ihnen sind Nasenschwamm, Lefzen und Lidränder schwarz, ein Zeichen, dass in der Haut genügend Melanozyten vorhanden sind und in der Haut das Schutzpigment Melanin gebildet wird. Der Berger Blanc Suisse gehört zu den Rassen, die als „False White“ bezeichnet werden. Sie sind somit keine extremen Weißschecken, sondern Hunde mit homozygot vorliegenden Aufhellungsfaktoren. Beim Deutschen Schäferhund gilt weiß auch weiterhin als Fehlfarbe. Solche Hunde dürfen beim Berger Blanc Suisse nicht eingetragen oder eingekreuzt werden. Beim Berger Blanc Suisse können bei Welpen von standardgerechten Elterntieren unerwünschte Pigmentverluste auftreten. Fleckige Pigmentverluste an Nasenschwamm, Lefzen und/oder Lidrändern werden als Farbfehler gewertet. Als disqualifizierende Farbfehler gelten völliger Pigmentverlust an Nasenschwamm, Lefzen und/oder Lidrändern oder an Haut und Ballen, blaue Augen und Albinismus.
Bei den Deutschen Spitzen gehört ein durch sehr starke Phäomelaninaufhellung einfarbig weißes Fell zu den Standardfarben. Beim Shiba gilt es als Fehlfarbe; im Rassestandard Nr. 257 für den Shiba sind nur rot, schwarzloh, sesam, schwarz-sesam und rot-sesam vorgesehen. Das einfarbig weiße Fell hat eine andere genetische Ursache als bei den Weißschecken. Er ist wie der Polarwolf und der weiße Spitz ein einfarbiger Hund, dessen Haarwurzeln Phäomelanin bilden, das aber extrem aufgehellt ist durch einen noch nicht genau analysierten Aufhellungsfaktor, der als Gen i bezeichnet wird. Dieser ist nur in der normalen Haut wirksam, nicht in Nasenschwamm, Lefzen, Lidrändern und Ballen. Bei Hunden mit dem zum „False White“ führenden Aufhellungsfaktor wird die Einwanderung der Melanozyten nicht behindert, auch nicht in den an der Ausbildung der Sinnesorgane beteiligten Geweben.

### Kranke Fehlfarbenhunde
Ein Gegenbeispiel wäre der „Weiße Dobermann“, bei dem durch ein rezessives Albinismus-Gen Nasenschwamm, Lefzen und Lidränder rosa sind und der fast keine Hautpigmente hat, sodass diese Hunde empfindlich gegen den UV-Anteil des Sonnenlichts sind, schnell Sonnenbrand bekommen, ein stark erhöhtes Hautkrebsrisiko haben sowie anfällig für weitere Hauterkrankungen sind. Eine erhöhte Lichtempfindlichkeit der Augen führt dazu, dass die Tiere im Freien geblendet werden. Der weiße Dobermann gilt in Deutschland aus Tierschutzgründen als Fehlfarbe, ebenso wie der blaue. Beim blauen Dobermann und anderen Pinschern sowie bei nicht standardgerechten besonderen Farbschlägen des Labrador Retriever tritt durch das Dilute-Gen eine Hauterkrankung auf, das Blue Dog Syndrom. Trotzdem werden der Weiße Dobermann und Labradorhunde in den Farben Silber, Charcoal und Champagner von „Vermehrern“ auf dem Tiermarkt angeboten.

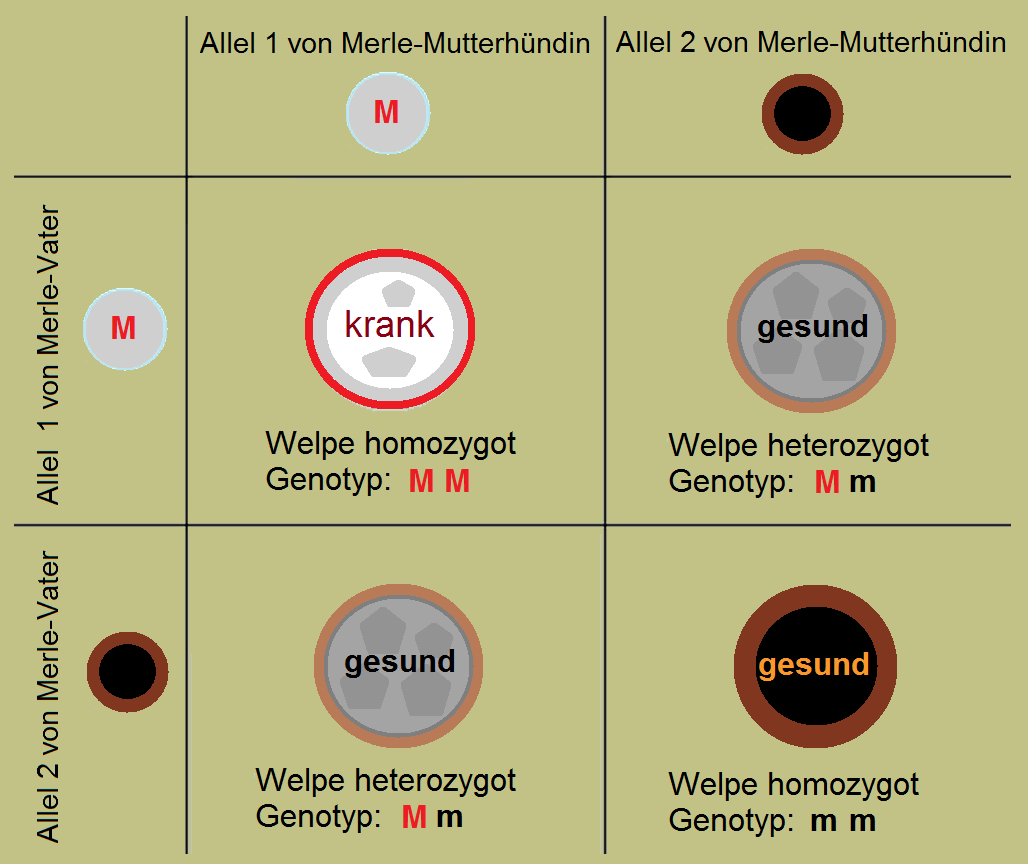
Erbschema für die streng verbotene Verpaarung zweier Hunde mit Merle-Faktor (M = Merle-Faktor vorhanden, m = Merle-Faktor nicht vorhanden).

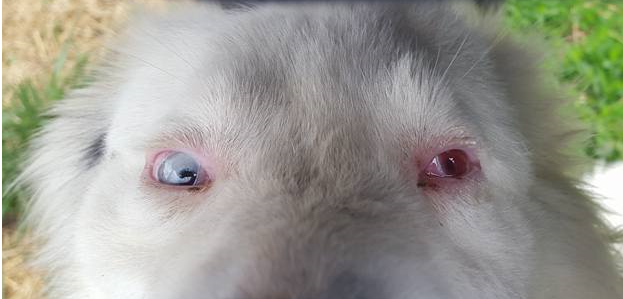
Hund aus Merle-Merle-Verpaarung: Ein sehbehindertes und ein blindes Auge. Der Hund ist beidseitig taub. Elterntiere: Australian Shepherd.

Problematisch ist auch das Merle-Gen, bei dem die heterozygoten Hunde meistens gesund sind, die homozygoten jedoch häufig schwere Missbildungen aufweisen. Der Einfluss des Merle-Gens auf die Färbung wird unvollständig dominant vererbt. Bei heterozygoten Hunden kommt er meist deutlich sichtbar zur Ausprägung. Rezessiv sind nur die schweren Missbildungen, die bei den homozygoten Hunden auftreten. Trotz möglicher Missbildungen durch das Gen ist die Merle-Färbung bei einigen Hunderassen im Rassestandard zugelassen, wobei die heterozygoten gesunden Hunde Konduktoren sind, die keinesfalls miteinander verpaart werden dürfen. Die Fehlfarbe „Doppel-Merle“ wird zwar durch die Zuchtvorschriften vermieden, das hindert aber ignorante „Vermehrer“ außerhalb der Zuchtverbände nicht daran, mit zwei Merle-Hunden etwa 25 % teilweise schwer chronisch kranke Welpen zu produzieren. Hunde mit der Fehlfarbe „Doppel-Merle“ haben oft einen höheren Weißanteil im Fell als ihre Elterntiere. Sie haben Missbildungen unterschiedlichen Schweregrads an beiden Augen, sind meist einseitig oder beidseitig taub und haben häufig weitere aus der Embryonalentwicklung herrührende Entwicklungsstörungen. Bei ihnen werden zwar Pigmentzellen gebildet, durch einen Gen-Defekt auf dem Silver-Locus fehlen diesen jedoch zytologische Funktionen, sodass sie nicht zur Ausbildung gesunder Seh- und Hörorgane beitragen können. Auch heterozygote Merle-Hunde sind manchmal von diesen Störungen betroffen.
In Amerika entstanden aktive Aufklärungsinitiativen im Internet durch Menschen, die infolge der unkontrollierten Vermehrung von Hunden in Modefellfarben zu Besitzern von Doppel-Merle-Hunden wurden.

### Augenfarben

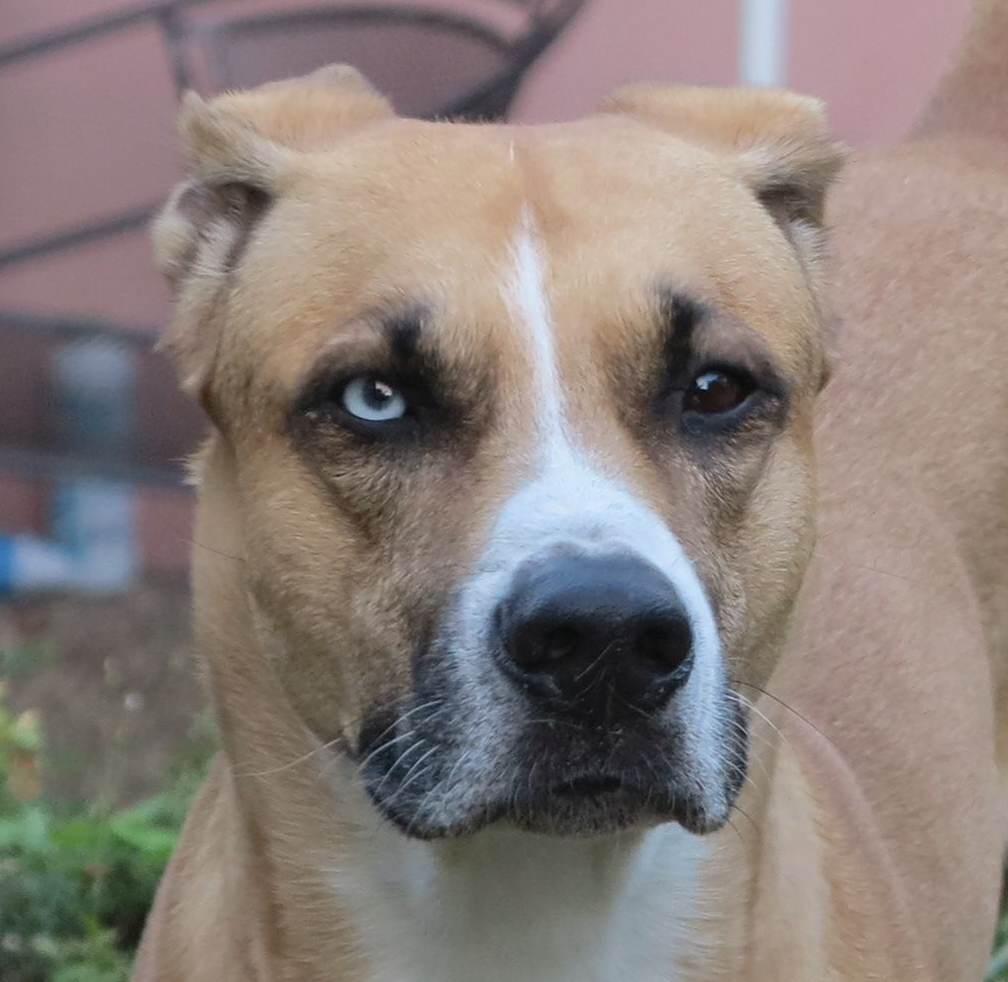
Verschiedenfarbige Augen bei einem Mischlingshund mit Dogge und Husky unter den Vorfahren.

Auch Augenfarben sind in den Rassestandards festgelegt. Somit fallen auch vom Standard abweichende Augenfarben unter den Begriff Fehlfarben. Blaue Augen können beim Hund durch verschiedene Gene entstehen, die sich auf die Fell- und Augenfarbe auswirken und die manchmal gesundheitliche Beeinträchtigungen auslösen. Sie entstehen unter anderem durch das Merle-Gen, weshalb sie bei den Hunderassen, in denen auch Merlezucht betrieben wird, zum Standard gehören.
Beim Siberian Husky sind zwei blaue Augen oder Iris-Heterochromie erlaubt, sie haben aber eine andere genetische Ursache ohne Auswirkung auf die Fellfarbe und ohne gesundheitliche Nachteile. Nachkommen aus solchen Verpaarungen haben gesunde Sinnesorgane.

### Fragwürdige Selektionskriterien

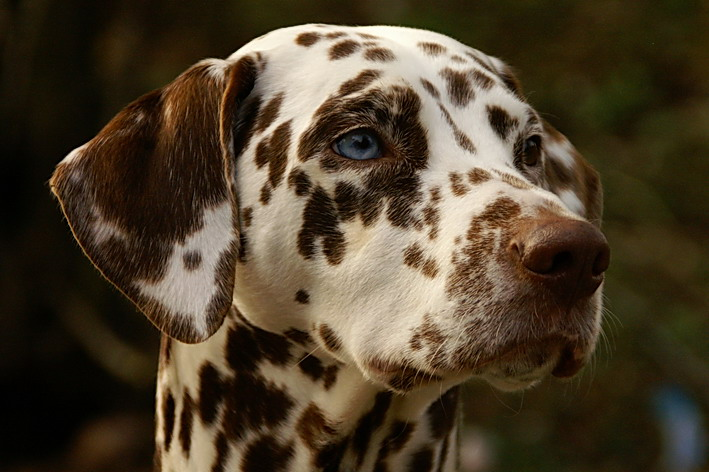
Dalmatiner: Fehlfarbe des Auges. Ein Extremschecke, bei dem knapp 10 % ein- oder beidseitig taub sind.

Während es früher nur Vermutungen über Zusammenhänge gab, erlauben es die Fortschritte der molekulargenetischen Forschung heute, auf wissenschaftlicher Basis zu reflektieren, was innerhalb eines Rassestandards als Fehlfarbe und was als zulässige Färbung gelten sollte.
Beispielsweise Dalmatinerwelpen werden in der Regel ganz weiß geboren. Welpen, die schon von Geburt an schwarze oder braune Flecken (Platten) haben, wurden als Fehlfarben von der Zucht ausgeschlossen, obwohl das ein Anzeichen ist, dass die Melanozyten rechtzeitig und in ausreichender Menge in die Körpergewebe einwandern, wo sie im Kopf angelangt für die Ausbildung wichtiger Nerven-Sinnes-Funktionen gebraucht werden. Dalmatiner, aber auch andere weißgescheckte Hunde mit viel Weiß im Kopfbereich leiden relativ häufig an Taubheit, weil in den Organanlagen die Melanozyten fehlten oder nicht funktionsfähig waren. Seit diese entwicklungsbiologischen Zusammenhänge erforscht und bekannt sind, haben Züchter begonnen, die Selektionskriterien zu überdenken. Im Rassestandard des Deutsch Kurzhaar war schon immer ein vollständig pigmentierter Kopf vorgeschrieben. Bei Rassen, bei denen in der Zucht auf eine möglichst vollständige Pigmentierung im Kopfbereich Wert gelegt wird, treten weniger Gehörprobleme auf, denn je mehr Pigmentzellen hier anwesend  sind, desto wahrscheinlicher ist es, dass bei den Embryonen die Melanozyten auch ins Innenohr gelangen.
Ein weiteres Beispiel für eine Polyphänie einzelner Farbgene beim Hund ist ein Defekt im Harnsäurestoffwechsel der Niere, die Hyperurikosurie. Diese bei Dalmatinern auftretende Stoffwechselstörung wurde durch bevorzugte Zuchtauswahl von Hunden mit ausgeprägter Tüpfelung zur rassetypischen Erkrankung. Das spezifische Muster des Fells entsteht durch Kombination von drei Genen: ein Gen für weißes Fell, ein dominantes Gen im für die Tüpfelung verantwortlichen Lokus T und ein Gen, das die Größe der Tüpfelung beeinflusst. Durch Letzteres wird wahrscheinlich die Vererbung des für die Hyperurikosurie verantwortlichen Gens gefördert (Meiotic Drive).

### Basiswissen aus der klassischen Genetik
Generell gilt das gleiche, was aus dem Erbschema der Spaltungsregel für die Fehlfarben ersichtlich wird, auch für alle rezessiven krankheitsauslösenden Erbanlagen, nämlich dass auch bei Zuchtausschluss der Merkmalsträger immer wieder kranke Hunde geboren werden, wenn nicht auch die Konduktoren von der Zucht ausgeschlossen werden. Für Maßnahmen gegen Qualzucht und Erbkrankheiten beim Hund setzt sich die Tierärztliche Vereinigung für Tierschutz ein.
Das molekulargenetische Labor des AKC führt für registrierte Hunde jeglicher Rasse auf Wunsch des Eigentümers eine DNA-Analyse durch, um Klarheit über den Genotyp zu geben und um die Ergebnisse statistisch zu erfassen. Auch in Deutschland gibt es Institute für Molekulargenetik, die für Haustiere DNA-Analysen bei Farbgenen und sonstigen gesundheitsrelevanten Erbanlagen durchführen. Dies ermöglicht eine effektive präzygotische Selektion.

## Merkmalskombinationen

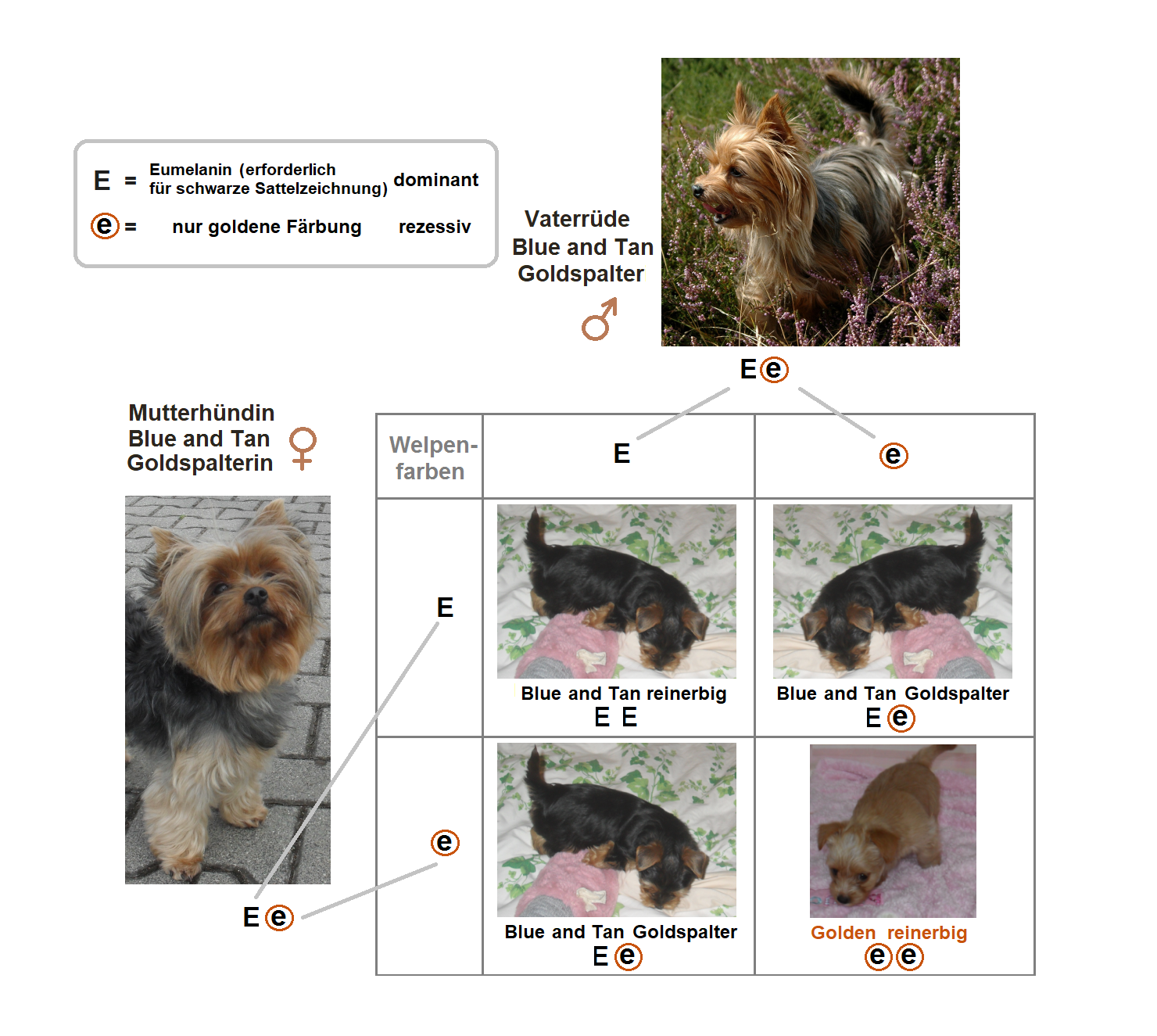
Erbschema: Verpaarung zweier Anlageträger des rezessiven Allels e. Das Allel at auf dem Agouti-Locus für die schwarze Sattelzeichnung kommt nur zur Ausprägung, wenn Eumelanin ins Fell eingelagert werden kann.

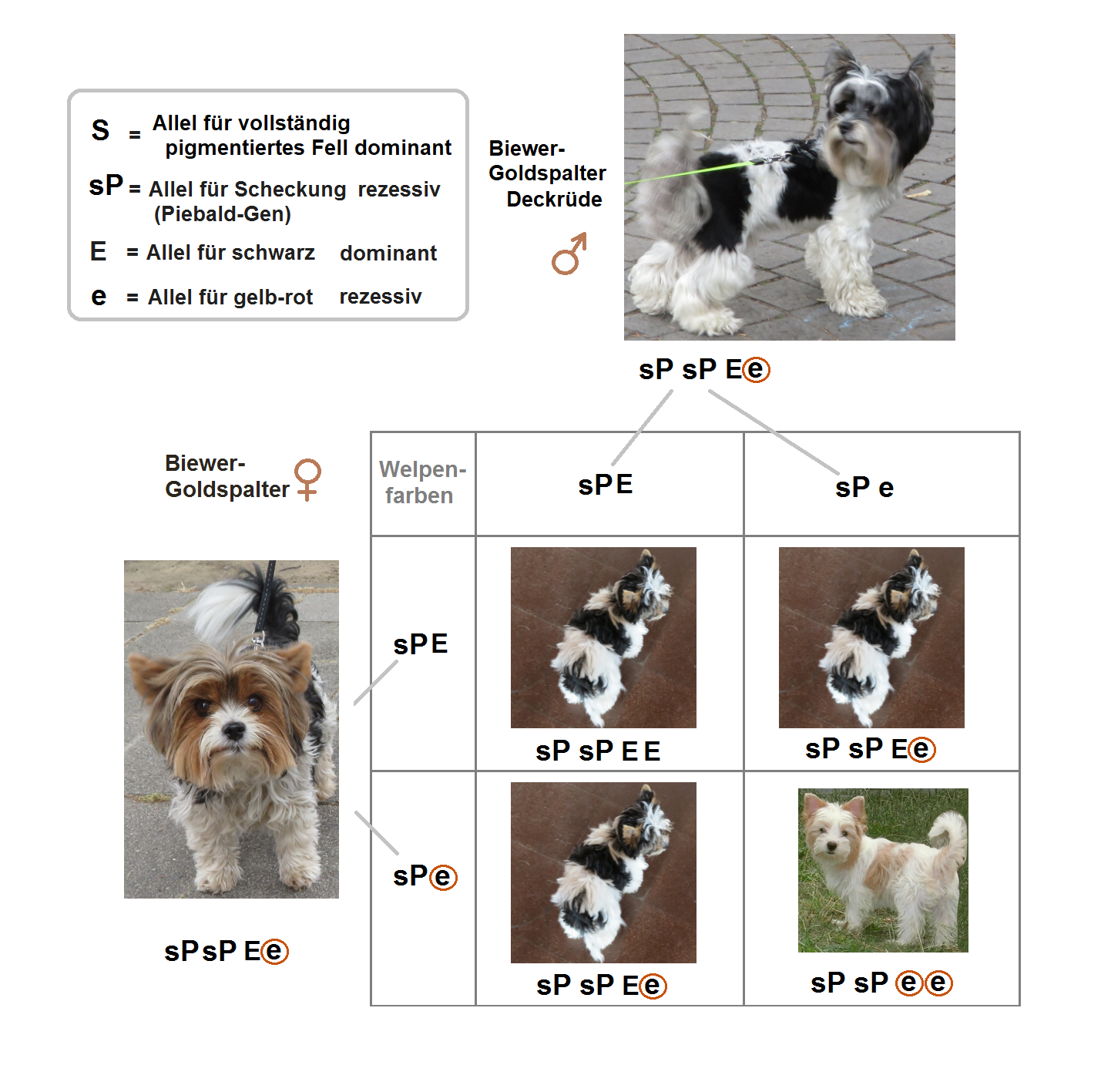
Verpaarung zweier Biewer Terrier-„Goldspalter“:
im Durchschnitt 25 % werden Golddust

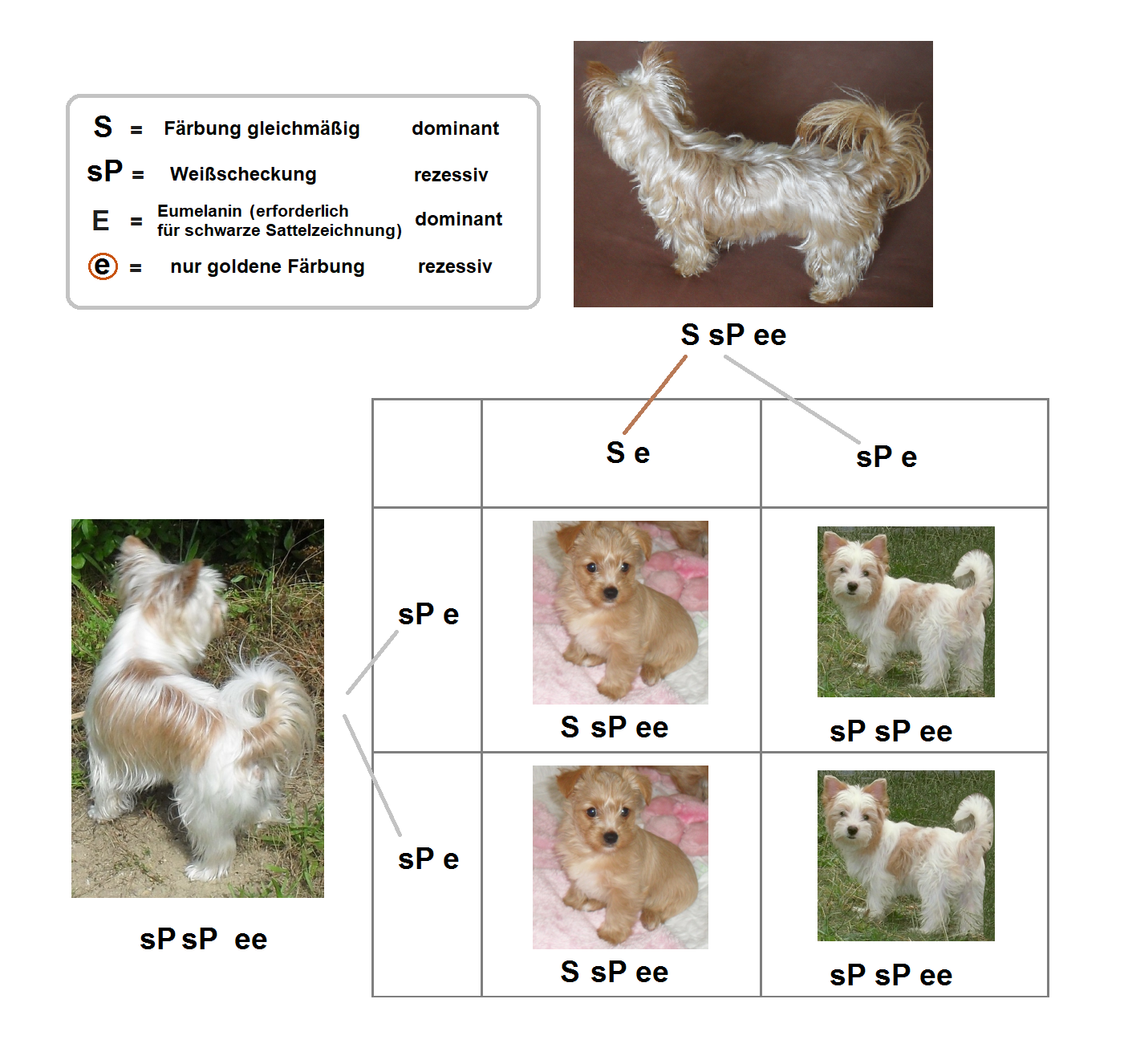
Beispiel eines Erbschemas: Beide Elterntiere ee. Eines hat das rezessive Piebald-Gen sP homozygot, das andere ist heterozygot mit S sP und trägt im Phänotyp das dominante Merkmal einfarbig. Diese Verpaarung führt zu rund 50 % gescheckten und 50 % einfarbigen Welpen.

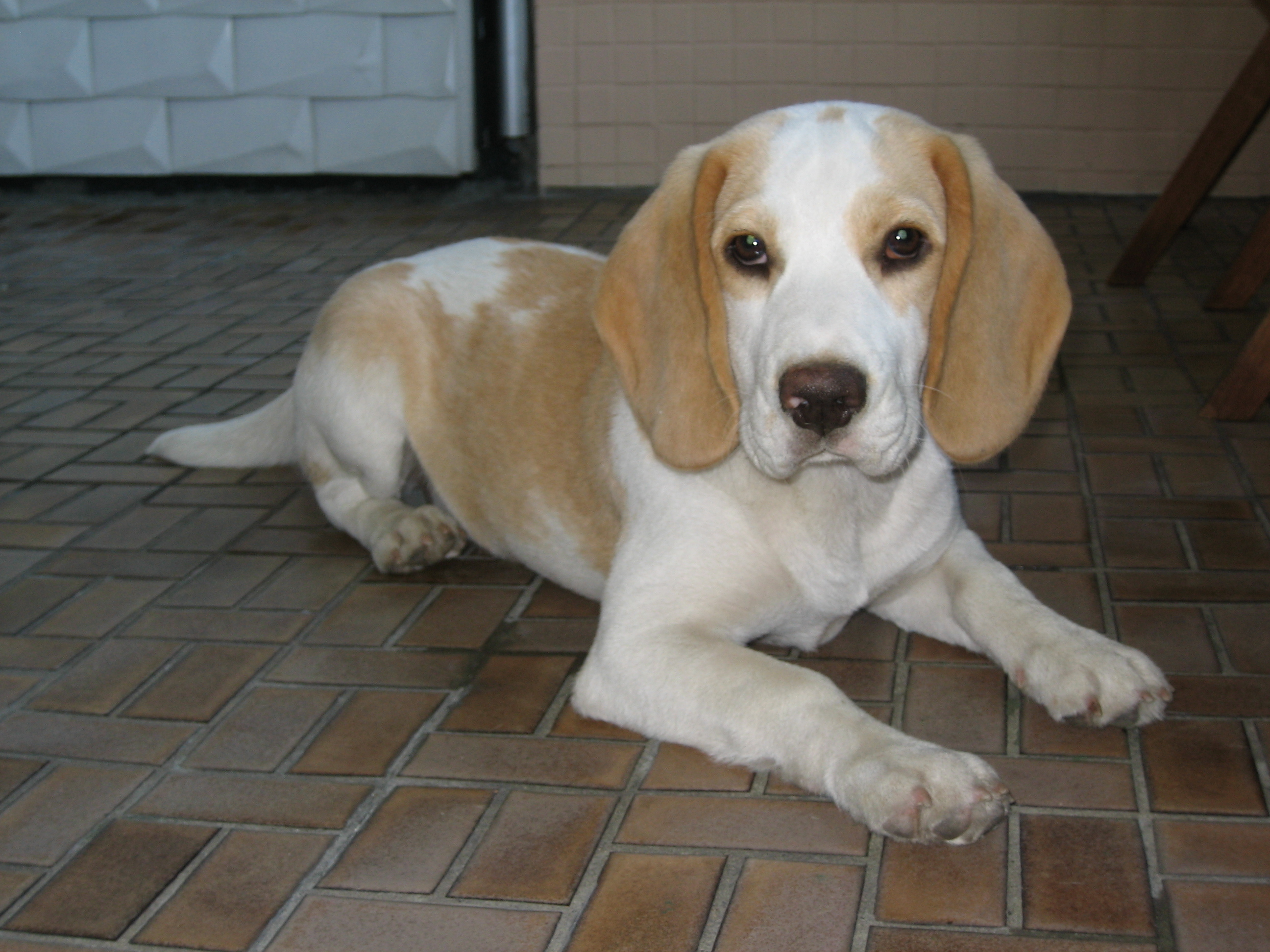
Beim Beagle ist „tan-white“ Genotyp ee sPsP im FCI-Rassestandard zulässig.

Die im FCI-Rassestandard Nr. 86 für den Yorkshire Terrier vorgeschriebene Färbung ist Blue and Tan. Das dominante Allel des Extension-Locus (E) sorgt für die Bildung von Eumelanin. Das rezessive Allel e bewirkt homozygot ein Fehlen von Eumelanin, stattdessen wird nur Phäomelanin gebildet. Bei Verpaarung zweier Konduktoren mit Ee, die Eumelanin im Fell haben, werden nach der Spaltungsregel von Mendel im Mittelwert 25 % homozygote Träger des Allels e geboren. Bei Genotyp ee wird das Fell gelb bis rötlich „tan“ (fuchsfarben) ohne schwarz. Anlageträger mit dem Genotyp Ee werden als Goldspalter bezeichnet.
Das bei Hunden dominante Gen S sorgt für eine gleichmäßige Fellfärbung. Das bei Hunden meist rezessive Piebald-Gen sP führt homozygot zu einer Weißscheckung.
Beispiele für das manchmal kombinierte Auftreten zweier Fehlfarben (dihybrider Erbgang) gibt es beim Yorkshire Terrier, bei dem trotz züchterischer Selektion eine sehr seltene rezessive Erbanlage für Weißscheckung erhalten blieb. Außerdem gibt es selten den Genotyp Ee. Daher werden äußerst selten Welpen geboren, die das Eumelanin für den im FCI-Rassestandard Nr. 86 vorgeschriebenen stahlblauen Sattel nicht bilden (Golden Yorkshire).
Amerikanische Züchterinnen hatten unerwartet einzelne nur in der Farbe nicht standardgerechte Welpen in einfarbig gold, dreifarbig schwarz-weiß-gold und auch zweifarbig weiß-gold in ihren Würfen mit dabei (also Fehlfarben). Sie erreichten 2007 eine Registrierung beim American Kennel Club (AKC) unter der Bezeichnung „Parti Color Yorkshire Terrier“ (partiell gefärbt) mit der Begründung, dass gesundheitsrelevante Kriterien (beispielsweise Erbkrankheiten bei Hunden) in der Rassezucht eine höhere Priorität haben sollten als die Färbung des Fells. Der in Deutschland gezüchtete Biewer Yorkshire Terrier ist auf denselben Anlageträger des Piebald-Gens zurückzuführen, durch den in Amerika etwa zeitgleich die ersten Parti Color Yorkies als Fehlfarben auftauchten. Der Biewer Yorkshire Terrier gilt heute als eigene Rasse, bei der die Dreifarbigkeit vorgeschrieben ist. Wenn bei dreifarbigen weißgescheckten Hunden Konduktoren des Allels e verpaart werden, werden durchschnittlich 25 % der Nachkommen in zweifarbig weiß-gold geboren. Beim Biewer Terrier nennt man diese Golddust.
Der gleiche Effekt tritt auch bei anderen dreifarbigen Rassehunden auf, beispielsweise beim Beagle, bei dem die Zweifarbigkeit „tan-white“ im Rassestandard zugelassen ist. Bei vielen Hunderassen erlaubt der Rassestandard eine Farbenvielfalt, die durch Gene bedingt ist, die Fellfarben erzeugen, die bei anderen als Fehlfarben gelten. Beispielsweise sind beim Longhaired Whippet alle Fellfarben zugelassen, auch mit ee und Weißschecken mit sP. Nach dem Rassestandard sollen die Augenlider so dunkel wie möglich sein. Eine vollständige Pigmentierung der Augenlider ist erwünscht. Letzteres ist nicht nur ein Schönheitskriterium, sondern auch ein Gesundheitsmerkmal. Der Labrador Retriever muss laut Rassestandard einfarbig sein, erlaubt ist dabei die selten auftretende Fellfarbe fuchsrot Genotyp homozygot ee.
Beim Genotyp ee ist bei allen Hunderassen Vorsicht geboten, in denen mit dem Merle-Faktor gezüchtet wird, da bei fuchsfarbenen Hunden das heterozygote Vorhandensein des Merle-Faktors phänotypisch nicht oder kaum erkennbar ist.
Bei Weißschecken und anderen Hunden, bei denen mit Farbgenen in Zusammenhang stehende Gesundheitsprobleme möglich sind, kann durch einen Gentest festgestellt werden, welche Gene – es können mehrere sein – bei einem Individuum zu seiner jeweiligen Färbung führen und welche rezessiven Gene außerdem vorliegen, um zu überprüfen, ob eventuell eines dabei ist, bei dem innerhalb der Rasse züchterische Bedenken bestehen.
Entsprechend gelten zwar für die Vererbung der einzelnen Allele meist die Mendelschen Regeln bei den Kombinationen dieser und anderer Erbanlagen für die Pigmentierung bei allen Rassen, die je nach Rassestandard zulässig sind oder nicht, hinsichtlich vieler Gen-Kombinationen ist jedoch eine Hierarchie der Allele zu beobachten (Epistase), die die Verhältnisse etwas komplizierter macht. Da stets mehrere Genloci zusammenwirken (Polygenie), sind die Erbgänge nur von Experten hinreichend zu durchschauen.

## Frage der Zuchtzulassung
Hunde mit Fehlfarben bekommen von einem dem VDH angeschlossenen Zuchtverband keine Ahnentafel oder die Ahnentafel trägt den Vermerk „von der Zucht ausgeschlossen“. Darüber, ob auch die Konduktoren von der Zucht ausgeschlossen werden, entscheiden die Zuchtverbände. In manchen Vereinen, die einen anderen Dachverband haben, den sogenannten Dissidenzvereinen, werden Hunde mit Fehlfarben, sofern diese keine Gesundheitsbeeinträchtigung mit sich bringen, zu Ausstellungen zugelassen. Deren Nachkommen erhalten vereinseigene Ahnentafeln. Dass es auch Züchter gibt, die aus kommerziellen Interessen und/oder Ignoranz mit Fehlfarben züchten, die aus Tierschutzgründen im Rassestandard nicht zulässig sind, kann man nicht grundsätzlich ausschließen.